# Гарин, Михаил Давыдович
Михаил Давыдович Гарин (9 апреля 1900, Одесса Херсонской губернии — 13 октября 1980, Москва) — советский журналист, редактор газет, директор Радиотелеграфного агентства Украины (РАТАУ). Член ЦК КП(б)У в январе 1934 — январе 1937.

## Биография
Родился в семье портового грузчика-еврея. Работал слесарем.
Член РСДРП(б) с июня 1917 года. В 1918—1919 годах — на подпольной работе в Одессе.
Окончил Коммунистический университет имени Свердлова.
В 1921 году женился на  Александре Захаровне Васильевой, с которой вместе учился в Коммунистическом университете.
2 мая 1923 года рождение в Москве дочери Маи. 
В середине 1920-х годов — ответственный редактор луганской окружной газеты «Луганская правда».
С января 1929 года — ответственный руководитель (директор) Радиотелеграфного агентства Украины (РАТАУ) в городе Харькове; член редакционной коллегии газеты ЦК КП(б)У «Коммунист»; заведующий отделом партийной жизни газеты ЦК ВКП (б) «Правда» в Москве; редактор белорусской республиканской газеты «Звезда».
14 ноября 1931 года родился сын Август.
26 января — 10 февраля 1934 года делегат XVII съезда ВКП(б) с совещательным голосом.
В 1935 году жена Гарина работает директором Института философии в Киеве. Отдел кадров института зачислил на работу младшего научного сотрудника, несколько лет назад во время внутрипартийной дискуссии поддержавшего Троцкого. Жену Гарина, А. З. Васильеву, исключают из партии за то, что она «пригрела троцкиста».
Вскоре после этого Гарина исключили из ЦК Компартии Украины, отправили в Иркутск. Там он возглавит сначала облоно, затем радиокомитет. 
В 1936 году Гарин с женой поехали искать правду в Москву. На  Партийной коллегии следователь Виноградов говорит с Васильевой так, будто вопрос о её виновности решённое дело. Она написала два письма, одно — Сталину, другое — мужу с детьми и попыталаь покончить с собой, выпив  уксусной эссенции. Но врачи спасли её. В больнице ей сообщили: «Сейчас звонили из секретариата товарища Сталина и просили передать, чтобы вы не волновались, все будет хорошо». Сталин лично и дважды звонил в Партийную коллегию по поводу Васильевой. Она предполагала, что одно из её писем передал Сталину Серго Орджоникидзе. Васильеву восстановили в партии.
В августе 1937 года Гарин — председатель Иркутского областного радиокомитета.
8 августа 1937 арестован органами НКВД в городе Иркутске. Через три с половиной года, 12 апреля 1941, осуждён Особым совещанием при НКВД СССР по статьям 58-10, 58-11 УК РСФСР к 8 годам исправительно-трудовых лагерей. 

### Судьба зэка Гарина по воспоминаниямМенахема Бегина
Предположение о том, что именно М. Д. Гарин упоминается в выпущенных в 1952 году в Тель-Авиве воспоминаниях премьер-министра Израиля Менахема Бегина «В белые ночи», неоднократно высказывалось и раньше. Одна из деталей позволяет однозначно идентифицировать солагерника будущего президента Израиля как Михаила Давидовича Гарина: Бегин пишет, что встреченный им Гарин был автором статьи в "Правде" "Полным шагом назад к меньшевизму":226 (заглавие — обратный перевод с иврита), действительно М. Гарин опубликовал статью "Полным ходом назад к меньшевизму" в газете "Правда"  № 120 за 1 мая 1930 года.
Почти половина главы «Советские заключенные рассказывают» (12 страниц из 27) в воспоминаниях Бегина занимает повесть о Гарине под заголовком «Рассказывает заместитель редактора „Правды“». Гарин также упоминается в другой книге Бегина — «Восстание», где говорится: «Сначала он не хотел говорить на своем родном языке, идиш, и даже не признавался, что он еврей. Мы много разговаривали и только по-русски». Однако в момент опасности Гарин восклицает на идиш, а потом просит Бегина и других заключенных-сионистов спеть для него гимн «ха-Тиква».

### Дальнейшая судьба
Детально дальнейшая лагерная судьба М. Д. Гарина неизвестна. В 1943 году его жене Александре Захарьевне, вышедшей на свободу (её срок был 5 лет), удалось наладить переписку с мужем. В это время он отбывал срок в Абезьском лагере. В 1946 он освобождён, прописался в Кувшинове Смоленской области. В конце 1946 семья вновь объединилась в Кувшинове. Там Гарин работал зубным техником, по специальности, которой выучился в лагере. 
В 1948 и М. Д. Гарина, и А. З. Васильеву арестовали повторно, после несколько месяцев следствия его ссылают в село Новотроицкое Чуйского района Джамбульской области Казахстана, а её — в Красноярский край на лесоповал. При этом А. З. Васильева была инвалидом и передвигалась на костылях. Спустя некоторое время удалось добиться для семьи ссылки в одно и то же место, в село Новотроицкое.

### После освобождения
6 апреля 1955 реабилитирован определением Военной коллегии Верховного суда СССР.
В 1955—1969 годах — собственный корреспондент газеты «Известия» по Смоленской и Брянской областям РСФСР. В 1964 году по инициативе Гарина в Смоленске была открыта общественная приёмная «Известий», которая, как писали в то время, "способствовала укреплению связи газеты с трудящимися области". 
Работал в центральном аппарате «Известий» в Москве.
Потом — на пенсии в Москве, где и умер.

## Семья
- Жена — Александра Захаровна Васильева (1902— 30 августа 1968[13]), учительница истории школы № 15 г. Иркутска, арестована через неделю после мужа, автор воспоминаний «Моя Голгофа»[14].
  - Дочь — Мая (Майя) Михайловна Гарина (2 мая 1923—2006)[1], окончила Ташкентский мед. институт, с 31.08.1945 по 12.02.1946 капитан медицинской службы в 237 медср 34 падн[2], служила в Германии.
  - Сын — Август Михайлович Гарин[14] (14 ноября 1931—8 декабря 2020[15]), профессор, доктор медицинских наук, академик РАЕН, лауреат Государственной премии[1], специалист в области химиотерапии рака[15].
- Сестра — Фаня, воспитывала детей Гарина, взяв их из детского дома после ареста родителей[1].

## Публикации
- Гарин М. Полным ходом назад к меньшевизму. // Правда, 1  мая  1930, № 120, C. 6
- Гарин М. Д. Воспоминания о подпольной работе в г. Одессе (в деле 2 фотокарточки) (1918-1919)
- Гарин М. Об уставе партии. - Киев : Партиздат, 1934. - 86 с.